# 坎采爾萬德山
47°20′6″N 10°12′27″E / 47.33500°N 10.20750°E

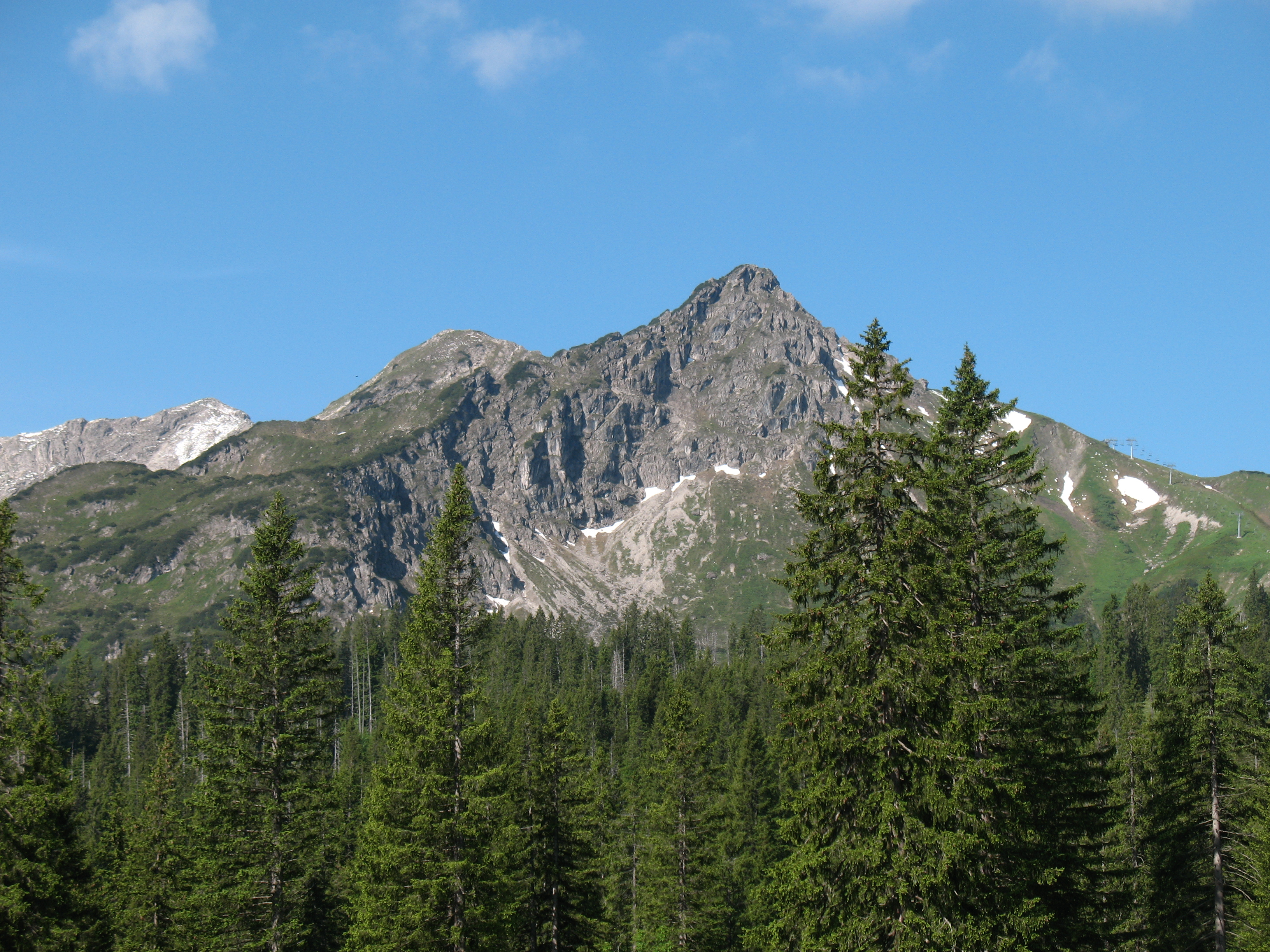

坎采爾萬德山（德語：Kanzelwand），是中歐的山峰，位於德國和奧地利接壤的邊境，屬於阿爾高阿爾卑斯山脈的一部分，距離瓦爾瑟哈默峰0.8公里，海拔高度2,058米。